# James Hahn
James Hahn (Seoel, 2 november 1981) is een Amerikaans golfprofessional. Hij debuteerde in 2012 op de Amerikaanse PGA Tour. Daarvoor had hij  in 2008 en 2009 gegolft op de Canadese PGA Tour, en van 2010 tot en met 2012 op de Web.com Tour.

## Loopbaan
Hahn werd geboren in de Zuid-Koreaanse hoofdstad Seoel. Hij speelde college golf op de Universiteit van Californië - Berkeley en studeerde af in 2003. Na zijn studies werd hij een golfprofessional.
Voordat Hahn debuteerde op de Nationwide Tour in 2010, golfte hij op de Canadese PGA Tour (2008-2009), Korean Tour en de Gateway Tour. In 2009 won hij met het Telus Edmonton Open en de Riviera Nayarit Classic twee toernooien op de Canadese Tour. Op 3 juni 2012 behaalde hij zijn eerste zege op de Nationwide Tour door het Rex Hospital Open, nadat hij de play-off won van de Amerikaan Scott Parel.
In 2013 debuteerde hij op de Amerikaanse PGA Tour. Op 22 februari 2015 behaalde hij zijn eerste PGA-zege door het Northern Trust Open nadat hij de play-off won van Paul Casey en Dustin Johnson.

## Prestaties

### Professional
Amerikaanse PGA Tour
| Nr. | Datum            | Toernooi            | Score           | Score | Info                                             |
| --- | ---------------- | ------------------- | --------------- | ----- | ------------------------------------------------ |
| 1   | 22 februari 2015 | Northern Trust Open | 66-74-69-69=278 | –6    | Won de play-off van Paul Casey en Dustin Johnson |

Web.com Tour
| Nr. | Datum       | Toernooi          | Score           | Score | Info                            |
| --- | ----------- | ----------------- | --------------- | ----- | ------------------------------- |
| 1   | 3 juni 2012 | Rex Hospital Open | 67-68-69-67=271 | –13   | Won de play-off van Scott Parel |

Canadese PGA Tour
- 2009: Telus Edmonton Open, Riviera Nayarit Classic